# 旺格劳
旺格劳（德語：Wangelau）是德国石勒苏益格－荷尔斯泰因州的一个市镇。总面积6.52平方公里，总人口214人，其中男性106人，女性108人（2011年12月31日），人口密度33人/平方公里。